# Evaldas Zabas
Evaldas Zabas (nacido el 24 de enero de 1988 en Vilnius) es un jugador de baloncesto con nacionalidad canadiense y lituana. Con 1.88 de estatura, su puesto natural en la cancha es el de base.

## Trayectoria
Es un jugador lituano afincado en Canadá desde los 15 años que consiguió la medalla de plata con su selección en el Campeonato de Europa sub-20 en el año 2008. En Canadá destacó en High School por sus dotes de anotador y llamó la atención de las selecciones lituanas de formación, lo que valió para firmar por el Eisbären Bremerhaven alemán en la 2008/09, aunque pasó más tiempo en el equipo filial. De allí se movió a Reino Unido (BBL), para luego destacar en Suecia (11/12) y Chequia (Pardubice, 12/13), siempre como anotador. 
En la temporada 2013/14 regresó a Canadá para jugar en la NBL, volviendo el curso siguiente a la LKL, donde realizó unos promedios de 14.3 puntos por partido con Lietkabelis. 
Más tarde, jugaría en Estonia durante la temporada 2015/16, recalando en un Pärnu donde fue una de las estrellas de la liga. Así, en la temporada 2016/17 firmó por el Rethymno Cretan Kings, pero tras unos partidos salió rumbo a la LKL, a Pieno, donde promedió 11.9 puntos por encuentro. 
Disputó la temporada 2017-18 en el Stella Artois Leuven Bears de la primera liga belga donde promedió 9 puntos y 1,7 asistencias por partido.
En enero de 2019, llega a TAU Castelló de la LEB Oro firmando un contrato hasta el final de la temporada.

## Selección nacional
Zabas representó a Lituania en el Campeonato Europeo de Baloncesto Masculino Sub-20 de 2008.